# Presidenti della Provincia di Novara
Elenco dei presidenti dell'amministrazione provinciale di Novara.

## Regno d'Italia (1861-1946)

### Presidenti del Consiglio provinciale (1861-1926)
- Luigi Carlo Farini (1862-1863)
- Giuseppe Arnulfo (1863-1867)
- Gian Domenico Protasi (1867-1873)
- Quintino Sella (1873-1884)
- Costantino Perazzi (1884-1897)
- Giovanni Faldella (1897-1909)
- Carlo Rizzetti (1909-1915)
- Alfredo Falcioni (1915-1920)

### Presidenti della Deputazione provinciale (1889-1926)
| Nº | Nº | Ritratto | Nome              | Mandato | Mandato | Partito |
| Nº | Nº | Ritratto | Nome              | Inizio  | Fine    | Partito |
| -- | -- | -------- | ----------------- | ------- | ------- | ------- |
| 1  |    |          | Carlo Maggia      | 1889    | 1910    | ?       |
| 2  |    |          | Basilio Calderini | 1910    | ?       | ?       |

## Italia repubblicana (dal 1946)

### Presidenti della Provincia (dal 1951)

#### Eletti dal Consiglio provinciale (1951-1995)
| Nº | Nº | Ritratto | Nome                 | Mandato         | Mandato         | Partito                     |
| Nº | Nº | Ritratto | Nome                 | Inizio          | Fine            | Partito                     |
| -- | -- | -------- | -------------------- | --------------- | --------------- | --------------------------- |
|    |    |          | Giuseppe Bonfantini  | 1951            | ?               | Partito Socialista Italiano |
|    |    |          | ?                    | ?               | ?               | ?                           |
|    |    |          | Sergio Giroldi       | 10 marzo 1988   | 18 luglio 1990  | Democrazia Cristiana        |
|    |    |          | Roberto Negri        | 18 luglio 1990  | 19 ottobre 1993 | Democrazia Cristiana        |
|    |    |          | Luciano De Silvestri | 19 ottobre 1993 | 8 maggio 1995   | Federazione dei Verdi       |

#### Eletti direttamente dai cittadini (1995-2014)
| Nº | Nº | Ritratto | Nome                                | Mandato        | Mandato         | Partito                                     | Elezione |
| Nº | Nº | Ritratto | Nome                                | Inizio         | Fine            | Partito                                     | Elezione |
| -- | -- | -------- | ----------------------------------- | -------------- | --------------- | ------------------------------------------- | -------- |
|    |    |          | Paolo Cattaneo                      | 8 maggio 1995  | 28 giugno 1999  | Partito Popolare Italiano                   | 1995     |
|    |    |          | Maurizio Pagani                     | 28 giugno 1999 | 28 giugno 2004  | Forza Italia                                | 1999     |
|    |    |          | Sergio Vedovato                     | 28 giugno 2004 | 8 giugno 2009   | Democratici di Sinistra Partito Democratico | 2004     |
|    |    |          | Diego Sozzani                       | 8 giugno 2009  | 11 luglio 2014  | Il Popolo della Libertà                     | 2009     |
|    |    |          | Luca Bona (Commissario prefettizio) | 11 luglio 2014 | 14 ottobre 2014 | —                                           | —        |

#### Eletti dai sindaci e consiglieri della provincia (dal 2014)
| Nº              | Ritratto       | Ritratto | Nome             | Mandato                                           | Mandato         | Partito             | Elezione     |
| Nº              | Ritratto       | Ritratto | Nome             | Inizio                                            | Fine            | Partito             | Elezione     |
| --------------- | -------------- | -------- | ---------------- | ------------------------------------------------- | --------------- | ------------------- | ------------ |
|                 |                |          | Matteo Besozzi   | 14 ottobre 2014                                   | 31 ottobre 2018 | Partito Democratico | 2014         |
|                 |                |          | Federico Binatti | 31 ottobre 2018                                   | 29 gennaio 2023 | Fratelli d'Italia   | 2018         |
| 29 gennaio 2023 | 15 giugno 2025 | 2023     | Federico Binatti |                                                   |                 | Fratelli d'Italia   |              |
| –               |                | 2023     |                  | Andrea Crivelli (Vicepresidente facente funzioni) | 15 giugno 2025  | in carica           | Forza Novara |